# Liga Premier de Rusia 2022-23
La temporada 2022-23 fue la 31.ª edición de la Liga Premier de Rusia, la máxima categoría del fútbol en Rusia desde la disolución de la Unión Soviética, empezó el 15 de julio de 2022 y finalizó el 3 de junio de 2023.

## Formato
Los 16 equipos jugaron un torneo de todos contra todos, por lo que cada equipo jugó frente a los rivales dos veces, una como local y otra como visitante. Por lo tanto, se jugaron un total de 240 partidos, con 30 partidos jugados por cada equipo.
Los equipos que concluyeron en las posiciones 15 y 16 descendieron automáticamente a la FNL, mientras que los dos mejores equipos de la FNL consiguieron el ascenso. Por otra parte, los clubes de FNL situados en tercera y cuarta posición se enfrentaron a los clasificados en posición 13 y 14 de Liga Premier en los partidos de ida y vuelta de la promoción para obtener una plaza para la temporada 2023-24.

## Equipos participantes
Al igual que en la temporada anterior, 16 equipos jugaron en la temporada 2022-23. Después de la temporada 2021-22, el Rubin Kazán y el Arsenal Tula descendieron a la Liga Nacional de Fútbol 2022-23, al igual que Ufa. Fueron reemplazados por los dos primeros clubes de la Liga Nacional de Fútbol 2021-22, el Torpedo Moscú que regresó después de siete años a la Liga Premier y el Fakel Vorónezh que debutó en la máxima división del fútbol ruso, por último el ganador de la eliminatoria de ascenso, Oremburgo.

### Ascensos y descensos
| Pos  | Descendidos de la Liga Premier de Rusia |
| ---- | --------------------------------------- |
| 14.º | Ufa                                     |
| 15.º | Rubin Kazán                             |
| 16.º | Arsenal Tula                            |

| Pos | Ascendidos de la Liga Nacional de Fútbol |
| --- | ---------------------------------------- |
| 1.º | Torpedo Moscú                            |
| 2.º | Fakel Voronezh                           |
| 3.º | Oremburgo                                |

### Estadios y ciudades
| Club                     | Estadio           | Ciudad          | Inauguración | Capacidad |
| ------------------------ | ----------------- | --------------- | ------------ | --------- |
| FC Ajmat Grozni          | Ajmat Arena       | Grozni          | 2011         | 30 597    |
| FC Fakel Vorónezh        | Central Sindical  | Vorónezh        | 1930         | 31 793    |
| PFC CSKA Moscú           | Arena CSKA        | Moscú           | 2016         | 30 000    |
| FC Dinamo Moscú          | VTB Arena         | Moscú           | 2019         | 33 000    |
| FC Krasnodar             | Krasnodar         | Krasnodar       | 2016         | 35 074    |
| FK Jimki                 | Arena Jimki       | Jimki           | 2008         | 18 636    |
| FC Lokomotiv Moscú       | Lokomotiv         | Moscú           | 2002         | 27 320    |
| Krylia Sovetov Samara    | Samara Arena      | Samara          | 2018         | 44 918    |
| FC Rostov                | Rostov Arena      | Rostov del Don  | 2018         | 43 472    |
| FC Torpedo Moscú         | Olímpico Luzhnikí | Moscú           | 1952         | 81 000    |
| FC Spartak de Moscú      | Otkrytie Arena    | Moscú           | 2014         | 45 360    |
| FC Zenit San Petersburgo | Krestovski        | San Petersburgo | 2017         | 64 287    |
| PFC Sochi                | Olímpico Fisht    | Sochi           | 2013         | 48 000    |
| FC Ural Ekaterimburgo    | Central           | Ekaterimburgo   | 1940         | 35 061    |
| FC Nizhni Nóvgorod       | Nizhni Nóvgorod   | Nizhni Nóvgorod | 2018         | 43 319    |
| FC Oremburgo             | Gazovik           | Oremburgo       | 1967         | 7500      |

### Cuerpo técnico y uniformes
| Club                  | Ciudad          | Entrenador            | Marca  | Patrocinador      |
| --------------------- | --------------- | --------------------- | ------ | ----------------- |
| Ajmat Grozni          | Grozni          | Andrei Talalayev      | Joma   | Akhmat Foundation |
| Torpedo Moscú         | Moscú           | Aleksandr Borodiuk    | Puma   | Pari              |
| CSKA Moscú            | Moscú           | Vladimir Val. Fedotov | Joma   | Rosseti           |
| Dinamo Moscú          | Moscú           | Slaviša Jokanović     | Puma   | VTB               |
| FC Krasnodar          | Krasnodar       | Aleksandr Storozhuk   | Puma   | 1XBET             |
| Jimki                 | Jimki           | Serguéi Yurán         | Puma   |                   |
| Krylia Sovetov Samara | Samara          | Igor Osinkin          | Puma   | Fonbet/Sogaz      |
| Lokomotiv Moscú       | Moscú           | Zaur Khapov           | Adidas | RZhD              |
| PFC Sochi             | Sochi           | Vadim Garanin         | Puma   |                   |
| FC Rostov             | Rostov del Don  | Valeri Karpin         | Puma   | TNS Energo        |
| FC Oremburgo          | Oremburgo       | Marcel Lička          | Adidas |                   |
| Spartak Moscú         | Moscú           | Guille Abascal        | Nike   | Lukoil            |
| Zenit San Petersburgo | San Petersburgo | Serguéi Semak         | Joma   | Gazprom           |
| FC Fakel Vorónezh     | Vorónezh        | Oleg Vasilenko        | Puma   | Olimpbet          |
| Ural Ekaterimburgo    | Ekaterimburgo   | Viktor Goncharenko    | Nike   | Renova, TMK       |
| FC Nizhni Nóvgorod    | Nizhni Nóvgorod | Mijaíl Galaktionov    | Jako   | Pari              |

## Desarrollo

### Clasificación
| Pos. | Equipo                    | Pts. | PJ | G  | E  | P  | GF | GC | Dif. | Clasificación 2023-24                      |
| ---- | ------------------------- | ---- | -- | -- | -- | -- | -- | -- | ---- | ------------------------------------------ |
| 1    | Zenit San Petersburgo (C) | 70   | 30 | 21 | 7  | 2  | 74 | 20 | +54  | Participación suspendida en copas europeas |
| 2    | CSKA Moscú                | 58   | 30 | 17 | 7  | 6  | 56 | 27 | +29  | Participación suspendida en copas europeas |
| 3    | Spartak Moscú             | 54   | 30 | 15 | 9  | 6  | 60 | 38 | +22  | Participación suspendida en copas europeas |
| 4    | Rostov                    | 53   | 30 | 15 | 8  | 7  | 48 | 44 | +4   | Participación suspendida en copas europeas |
| 5    | Ajmat Grozni              | 50   | 30 | 15 | 5  | 10 | 51 | 39 | +12  |                                            |
| 6    | Krasnodar                 | 48   | 30 | 13 | 9  | 8  | 62 | 46 | +16  |                                            |
| 7    | Oremburgo                 | 46   | 30 | 14 | 4  | 12 | 58 | 55 | +3   |                                            |
| 8    | Lokomotiv Moscú           | 45   | 30 | 13 | 6  | 11 | 54 | 46 | +8   |                                            |
| 9    | Dinamo Moscú              | 45   | 30 | 13 | 6  | 11 | 49 | 45 | +4   |                                            |
| 10   | Sochi                     | 38   | 30 | 11 | 5  | 14 | 37 | 54 | −17  |                                            |
| 11   | Ural Ekaterimburgo        | 36   | 30 | 10 | 6  | 14 | 33 | 45 | −12  |                                            |
| 12   | Krylia Sovetov Samara     | 32   | 30 | 8  | 8  | 14 | 32 | 45 | −13  |                                            |
| 13   | Nizhni Nóvgorod (O)       | 31   | 30 | 8  | 7  | 15 | 34 | 48 | −14  | Promoción por la permanencia               |
| 14   | Fakel Vorónezh (O)        | 30   | 30 | 6  | 12 | 12 | 36 | 48 | −12  | Promoción por la permanencia               |
| 15   | Jimki (D)                 | 18   | 30 | 4  | 6  | 20 | 25 | 67 | −42  | Descenso a Primera Liga Rusa               |
| 16   | Torpedo Moscú (D)         | 11   | 30 | 2  | 5  | 23 | 20 | 62 | −42  | Descenso a Primera Liga Rusa               |

 Fuente: Russian Premier League
Criterios de clasificación: 1) Puntos; 2) Puntos cara a cara; 3) Partidos ganados cara a cara; 4) Diferencia de goles cara a cara; 5) Goles marcados cara a cara; 6) Partidos ganados; 7) Gol diferencia; 8) Goles anotados; 9) Play-off.
Notas:
1. ↑  El 28 de febrero de 2022, los clubes rusos fueron suspendidos de las competencias internacionales debido a la invasión rusa de Ucrania en 2022.[4]

### Evolución de la clasificación
| Equipo ╲ Jornada      | 1     | 2  | 3  | 4  | 5  | 6  | 7  | 8  | 9  | 10 | 11 | 12 | 13 | 14 | 15 | 16 | 17 | 18 | 19 | 20 | 21 | 22 | 23 | 24 | 25 | 26 | 27 | 28 | 29 | 30 |   |
| --------------------- | ----- | -- | -- | -- | -- | -- | -- | -- | -- | -- | -- | -- | -- | -- | -- | -- | -- | -- | -- | -- | -- | -- | -- | -- | -- | -- | -- | -- | -- | -- | - |
| Equipo ╲ Jornada      | Zenit | 13 | 5  | 1  | 4  | 2  | 1  | 1  | 1  | 1  | 1  | 1  | 1  | 1  | 1  | 1  | 1  | 1  | 1  | 1  | 1  | 1  | 1  | 1  | 1  | 1  | 1  | 1  | 1  | 1  | 1 |
| Sochi                 | 2     | 9  | 4  | 3  | 6  | 7  | 7  | 7  | 7  | 6  | 7  | 6  | 7  | 8  | 9  | 8  | 9  | 7  | 9  | 9  | 9  | 9  | 9  | 9  | 9  | 10 | 9  | 10 | 10 | 10 |   |
| Dinamo Moscú          | 7     | 2  | 5  | 5  | 5  | 4  | 5  | 5  | 6  | 7  | 8  | 8  | 6  | 6  | 5  | 5  | 4  | 4  | 5  | 5  | 5  | 5  | 5  | 6  | 7  | 7  | 7  | 7  | 7  | 9  |   |
| Krasnodar             | 5     | 13 | 9  | 8  | 7  | 6  | 4  | 3  | 4  | 4  | 5  | 5  | 5  | 5  | 6  | 7  | 7  | 8  | 6  | 8  | 7  | 7  | 6  | 7  | 6  | 6  | 6  | 6  | 6  | 6  |   |
| CSKA Moscú            | 3     | 1  | 3  | 1  | 4  | 3  | 3  | 2  | 2  | 3  | 2  | 4  | 3  | 3  | 3  | 4  | 5  | 5  | 4  | 4  | 4  | 4  | 4  | 4  | 4  | 2  | 2  | 2  | 2  | 2  |   |
| Lokomotiv Moscú       | 9     | 10 | 14 | 14 | 13 | 12 | 8  | 9  | 11 | 12 | 12 | 14 | 13 | 14 | 14 | 14 | 14 | 13 | 12 | 11 | 10 | 10 | 10 | 10 | 10 | 9  | 10 | 9  | 9  | 8  |   |
| Ajmat Grozni          | 6     | 6  | 8  | 9  | 8  | 8  | 10 | 8  | 9  | 8  | 6  | 9  | 8  | 7  | 7  | 6  | 6  | 6  | 7  | 6  | 6  | 6  | 7  | 5  | 5  | 5  | 5  | 5  | 5  | 5  |   |
| Krylia Sovetov Samara | 1     | 8  | 10 | 10 | 11 | 10 | 9  | 11 | 10 | 11 | 11 | 11 | 10 | 11 | 10 | 10 | 11 | 11 | 11 | 13 | 12 | 12 | 11 | 11 | 12 | 12 | 13 | 12 | 13 | 12 |   |
| Rostov                | 11    | 11 | 6  | 6  | 3  | 5  | 6  | 6  | 3  | 2  | 4  | 3  | 4  | 4  | 4  | 3  | 3  | 3  | 3  | 2  | 2  | 2  | 2  | 2  | 2  | 3  | 4  | 4  | 4  | 4  |   |
| Spartak Moscú         | 12    | 3  | 2  | 2  | 1  | 2  | 2  | 4  | 5  | 5  | 3  | 2  | 2  | 2  | 2  | 2  | 2  | 2  | 2  | 3  | 3  | 3  | 3  | 3  | 3  | 4  | 3  | 3  | 3  | 3  |   |
| Nizhni Nóvgorod       | 10    | 14 | 13 | 13 | 14 | 13 | 12 | 10 | 8  | 9  | 10 | 10 | 11 | 12 | 12 | 12 | 12 | 12 | 13 | 12 | 13 | 13 | 13 | 13 | 13 | 14 | 14 | 14 | 14 | 13 |   |
| Ural Ekaterimburgo    | 16    | 15 | 16 | 16 | 16 | 15 | 16 | 16 | 15 | 15 | 15 | 13 | 12 | 10 | 11 | 11 | 10 | 10 | 10 | 10 | 11 | 11 | 12 | 12 | 11 | 11 | 11 | 11 | 11 | 11 |   |
| Jimki                 | 8     | 4  | 7  | 7  | 9  | 9  | 11 | 13 | 13 | 14 | 14 | 15 | 15 | 15 | 15 | 15 | 15 | 15 | 15 | 15 | 15 | 15 | 15 | 15 | 15 | 15 | 15 | 15 | 15 | 15 |   |
| Torpedo Moscú         | 15    | 16 | 15 | 15 | 15 | 16 | 15 | 15 | 16 | 16 | 16 | 16 | 16 | 16 | 16 | 16 | 16 | 16 | 16 | 16 | 16 | 16 | 16 | 16 | 16 | 16 | 16 | 16 | 16 | 16 |   |
| Fakel Vorónezh        | 4     | 12 | 12 | 12 | 12 | 14 | 14 | 14 | 14 | 13 | 13 | 12 | 14 | 13 | 13 | 13 | 13 | 14 | 14 | 14 | 14 | 14 | 14 | 14 | 14 | 13 | 12 | 13 | 12 | 14 |   |
| Oremburgo             | 14    | 7  | 11 | 11 | 10 | 11 | 13 | 12 | 12 | 10 | 9  | 7  | 9  | 9  | 8  | 9  | 8  | 9  | 8  | 7  | 8  | 8  | 8  | 8  | 8  | 8  | 8  | 8  | 8  | 7  |   |

### Resultados
| Local \ Visitante     | AKH | FAK | CSK | DYN | KRA | JIM | LOK | NIZ | ROS | ORE | SOC | SPA | KRY | TOR | URA | ZEN |
| --------------------- | --- | --- | --- | --- | --- | --- | --- | --- | --- | --- | --- | --- | --- | --- | --- | --- |
| Ajmat Grozni          |     | 2–1 | 1–3 | 2–1 | 2–2 | 3–0 | 0–1 | 1–3 | 1–2 | 3–1 | 1–0 | 1–1 | 1–2 | 1–0 | 2–0 | 0–0 |
| Fakel Vorónezh        | 1–1 |     | 0–2 | 3–3 | 3–3 | 1–1 | 2–0 | 1–0 | 1–1 | 1–3 | 3–0 | 1–4 | 2–1 | 2–2 | 0–0 | 1–1 |
| CSKA Moscú            | 4–2 | 4–1 |     | 1–1 | 4–1 | 3–0 | 1–1 | 0–1 | 4–1 | 2–1 | 3–0 | 2–2 | 4–0 | 3–0 | 2–0 | 1–0 |
| Dinamo Moscú          | 0–3 | 0–2 | 2–1 |     | 0–0 | 6–1 | 2–4 | 3–1 | 1–1 | 3–2 | 0–2 | 1–0 | 1–0 | 4–0 | 2–1 | 0–2 |
| Krasnodar             | 2–3 | 2–2 | 0–0 | 3–1 |     | 3–1 | 3–0 | 3–1 | 3–0 | 2–0 | 2–1 | 1–4 | 2–1 | 2–2 | 1–1 | 0–1 |
| Jimki                 | 1–3 | 0–0 | 1–2 | 0–1 | 0–6 |     | 0–3 | 3–0 | 0–1 | 2–0 | 0–2 | 1–1 | 0–0 | 4–2 | 0–3 | 1–1 |
| Lokomotiv Moscú       | 1–2 | 1–0 | 0–1 | 1–3 | 3–2 | 5–1 |     | 1–1 | 2–2 | 5–1 | 3–0 | 1–2 | 1–1 | 3–1 | 2–4 | 1–2 |
| Nizhni Nóvgorod       | 3–2 | 3–1 | 2–2 | 2–2 | 0–2 | 2–0 | 0–4 |     | 3–4 | 0–2 | 4–0 | 1–2 | 2–1 | 1–1 | 0–0 | 0–3 |
| Rostov                | 3–2 | 0–2 | 0–0 | 2–1 | 3–2 | 1–0 | 1–3 | 2–1 |     | 2–1 | 2–2 | 4–2 | 2–1 | 2–1 | 1–2 | 0–0 |
| Oremburgo             | 2–1 | 4–1 | 2–2 | 3–0 | 5–1 | 3–1 | 1–4 | 1–0 | 2–2 |     | 4–1 | 2–0 | 2–4 | 1–0 | 3–0 | 2–2 |
| Sochi                 | 2–1 | 1–1 | 2–0 | 2–1 | 0–2 | 4–1 | 4–0 | 2–1 | 1–0 | 0–4 |     | 1–1 | 1–2 | 3–1 | 2–2 | 1–1 |
| Spartak Moscú         | 0–0 | 3–2 | 2–1 | 3–3 | 4–3 | 5–0 | 1–0 | 0–0 | 1–1 | 4–1 | 3–0 |     | 5–2 | 1–0 | 2–2 | 1–2 |
| Krylia Sovetov Samara | 0–1 | 1–1 | 0–1 | 0–2 | 0–0 | 0–0 | 1–1 | 2–1 | 1–3 | 1–1 | 2–0 | 1–0 |     | 1–1 | 3–0 | 1–5 |
| Torpedo Moscú         | 1–5 | 2–0 | 1–0 | 0–3 | 1–4 | 1–3 | 0–1 | 0–0 | 0–1 | 1–3 | 1–3 | 1–2 | 0–2 |     | 0–1 | 0–2 |
| Ural Ekaterimburgo    | 1–2 | 2–0 | 1–2 | 0–1 | 1–3 | 2–1 | 2–2 | 0–1 | 1–3 | 2–1 | 1–0 | 0–2 | 2–1 | 2–0 |     | 0–4 |
| Zenit San Petersburgo | 1–2 | 1–0 | 2–1 | 3–1 | 2–2 | 3–2 | 5–0 | 3–0 | 3–1 | 8–0 | 7–0 | 3–2 | 3–0 | 2–0 | 2–0 |     |

## Play-off de ascenso-descenso
Los equipos que finalizaron en el puesto 13 y 14 de la Liga Premier de Rusia se enfrentaron a los equipos que terminaron en el puesto 3 y 4 de la Primera Liga de Rusia. La conformación de las llaves se realizó mediante sorteo el 25 de mayo de 2023.
| Equipo 1        | Agr. | Equipo 2            | Ida | Vuelta |
| --------------- | ---- | ------------------- | --- | ------ |
| Fakel Vorónezh  | 3–0  | Yenisey Krasnoyarsk | 1–0 | 2–0    |
| Nizhni Nóvgorod | 3–2  | Rodina Moscú        | 3–0 | 0–2    |

### Llave 1
| Ida; 7 de junio de 2023 | Yenisey Krasnoyarsk | 0 – 1   | Fakel Vorónezh | Fútbol-Arena Yenisey, Krasnoyarsk |                              |
| 19:00 (UTC+7)           |                     | Reporte | Markov 77'     | Árbitro(s): Serguéi Karasiov      | Árbitro(s): Serguéi Karasiov |

| Vuelta; 10 de junio de 2023 | Fakel Vorónezh           | 2 – 0 (Global 3 – 0) | Yenisey Krasnoyarsk | Estadio Central Sindical, Vorónezh |                            |
| 17:30 (UTC+3)               | Akbashev 10' (pen.), 70' |                      |                     | Árbitro(s): Serguéi Ivanov         | Árbitro(s): Serguéi Ivanov |

### Llave 2
| Ida; 7 de junio de 2023 | Rodina Moscú | 0 – 3   | Nizhni Nóvgorod                                | Estadio Spartakovets, Moscú |                             |
| 18:00 (UTC+3)           |              | Reporte | - Sevikyan 11' - Yakovlev 57' - Sharipov 90+2' | Árbitro(s): Kirill Levnikov | Árbitro(s): Kirill Levnikov |

| Vuelta; 10 de junio de 2023 | Nizhni Nóvgorod | 0 – 2 (Global 3 – 2) | Rodina Moscú                   | Estadio de Nizhni Nóvgorod, Nizhni Nóvgorod |                            |
| 14:30 (UTC+3)               |                 |                      | - Timoshenko 8' - Kalmykov 24' | Árbitro(s): Vitali Meshkov                  | Árbitro(s): Vitali Meshkov |